# KMF Pirot
Klub malog fudbala Pirot ili KMF Pirot je klub malog fudbala iz Pirota, koji se takmiči u Prvoj Futsal Ligi Srbije

## Istorija kluba
KMF Pirot je osnovan 11. novembra 2006. godine na inicijativu Milana Tošića današnjeg trenera kluba. U sezoni 2006/07 klub se takmičio u Regionalnoj ligi i sezonu završio na prvom mestu i na taj način se plasirao u Drugu ligu grupa Istok
Sezonu 2007/08 su zavrsili kao cetvrto plasirani, da bi u sezoni 2008/09 bili drugi i stekli pravo na baraz za Prvu Futsal Ligu Srbije. Nakon uspesno zavrsenog baraza 2009. godine sezonu 2009/10 započinju kao prvoligasi. Sezonu 2009/10 zavrsavaju na 10. mestu i ostaju u prvoligaskom drustvu. U sezoni 2010/11 su ispali iz Prve Futsal Lige Srbije i naredne 2011/2012 su igrali drugu ligu, koju su završuli na prvom mestu i stekli pravo igranje u barazu, posle kojeg su završili na prvom mestu i vratili se u  najelitnije takmicenje, u Prvu Futsal Ligu Srbije. Klub je sezone 2016/17 završio kao prvi u Drugoj Ligi Istok i tako ponovo se ponovo vratio u Prvu Futsal Ligu Srbije.

## Uspesi kluba
- Plasman u Prvu futsal ligu Srbije (2009)
- Prva futsal liga Srbije: 10. Mesto (2010)
- Druga futsal liga Srbije - Istok: Šampion (2012)

## Spoljašnje veze
- Zvanična fejsbuk stranica „KMF Pirot“ www.facebook.com (језик: српски)